# Список политических партий Республики Конго
Республика Конго (Конго-Браззавиль) является государством с полуторапартийной системой, где находится у власти Конголезская партия труда. Оппозиционные партии допускаются, но считается, что у них нет реальных шансов на приход к власти.

## История
До обретения независимости в Республики Конго было три политические партии. Крупнейшие из них — Демократический союз и Африканское социалистическое движение (UDDIA), основанный Фюльбер Юлу. В 1959 году UDDIA получила 64 % голосов на всеобщих выборах в Национальное собрание и получила 51 из 61 места. После отставки президента Юлу и роспуска собрания в 1963 году все политические партии были объявлены вне закона.

### После независимости
2 июля 1964 года было официально создано Национальное революционное движение (Mouforcement National de la Révolution — MNR) во главе с президентом Альфонсом Массамба-Деба как единственная политическая партия в стране.
В 1969 году ее сменила Конголезская партия труда (Parti Congolais du Travail — PCT), основанная на принципах марксизма-ленинизма. В 1979 г. на выборах в Национальное собрание все кандидаты были членами PCT.
В 1991 году была разработана новая конституция, которая снова позволила существовать другим партиям. Эта конституция была принята на референдуме, состоявшемся в 1992 году.

## Список

### Парламентские партии с более чем одним местом[5]
| Партия | Партия                                                                                       | Сокр.     | Лидер                    | Политическая позиция | Идеология                                        | Национальное собрание |
| ------ | -------------------------------------------------------------------------------------------- | --------- | ------------------------ | -------------------- | ------------------------------------------------ | --------------------- |
|        | Конголезская партия труда Congolese Party of Labour                                          | PCT       | Дени Сассу-Нгессо        | Левоцентризм         | Социал-демократия (Ранее марксизм-ленинизм)      | 112 из 151            |
|        | Панафриканский союз за социал-демократию Pan-African Union for Social Democracy              | UPADS     | Паскаль Цати Мабиала     | Левоцентризм         | Социал-демократия Панафриканизм                  | 7 из 151              |
|        | Союз демократов-гуманистов-Юки Union of Humanist Democrats-Yuki                              | UDH-Yuki  | Паскаль Нгуану           | Правоцентризм        | Экономический либерализм                         | 7 из 151              |
|        | Движение действия и обновления Action and Renewal Movement                                   | MAR       | Роланд Буити-Виаудо      | Левоцентризм         | Социал-демократия                                | 4 из 151              |
|        | Республиканская и Либеральная партия Republican and Liberal Party                            | PRL       | Нисефор Филла де Сент-Эд | Центризм             | Либерализм                                       | 2 из 151              |
|        | Клуб 2002 — Партия за Единство и Республику Club 2002 — Party for the Unity and the Republic | Club 2002 | Жюст Дезире Монделе      |                      |                                                  | 2 из 151              |
|        | Динамика для Республики и восстановления Dynamic for the Republic and Recovery               | DRD       | Хеллот Мэтсон Мампуя     | Правоцентризм        | Социальный консерватизм Экономический либерализм | 2 из 151              |
|        | Митинг за демократию и социальный прогресс Rally for Democracy and Social Progress           | MAR       | Жан-Марк Тистер Чикайя   | Центризм             |                                                  | 2 из 151              |